# Lightstorm Entertainment
Lightstorm Entertainment  là một công ty sản xuất phim của Hoa Kỳ. Công ty do nhà làm phim người Canada James Cameron và nhà sản xuất phim Larry Kasanoff thành lập năm 1990 và được biết đến với các bộ phim như Kẻ huỷ diệt 2: Ngày phán xét, Titanic và Avatar. Cameron cũng thuê nhiều nhà làm phim khác để sản xuất và đạo diễn các bộ phim dưới thương hiệu Lightstorm.

## Danh sách phim

### Các bộ phim đã thực hiện
- Kẻ huỷ diệt 2: Ngày phán xét (1991)
- The Abyss: Special Edition (1993)
- True Lies (1994)
- Strange Days (1995)
- T2 3-D: Battle Across Time (1996)
- Titanic (1997)
- Solaris (2002)
- Avatar (2009)
- Alita: Thiên thần chiến binh (2019)
- Avatar: Dòng chảy của nước (2022)

### Các dự án sắp tới
- Avatar 3 (2024)
- Avatar 4 (2026)
- Avatar 5 (2028)
- The Informationist (TBA)[4]
- Dragon Tale (2018)